# 고래자리 79 b
고래자리 79 b 또는 HD 16141 b는 지구로부터 약 177광년 떨어져 있는 고래자리 79를 돌고 있는 외계 행성이다. 2000년 3월 29일 HD 46375 b와 함께 발견되었다. 발견 당시 기준으로 이 행성은 토성보다 질량이 작은 최초의 외계 가스 행성이었다. 공전 궤도 크기는 우리 태양계의 수성보다 약간 작다.

## 같이 보기
- 고래자리 94 b

## 참고 문헌
- (영어) Marcy;  외. (2000). “Sub-Saturn Planetary Candidates of HD 16141 and HD 46375”. 《The Astrophysical Journal Letters》 536 (1): L43–L46. doi:10.1086/312723.
- (영어) Butler;  외. (2006). “Catalog of Nearby Exoplanets”. 《The Astrophysical Journal》 646 (1): 505–522. doi:10.1086/504701. 2019년 12월 7일에 원본 문서에서 보존된 문서. 2009년 6월 4일에 확인함.